# Hyalyris schlingeri
Hyalyris schlingeri är en fjärilsart som beskrevs av Fox och Real 1971. Hyalyris schlingeri ingår i släktet Hyalyris och familjen praktfjärilar. Inga underarter finns listade i Catalogue of Life.